# Chi Cheng (musicien)
Ne doit pas être confondu avec Chi Cheng (athlète), Chicheng ou Chi-Sheng.
Chi Cheng (de son vrai nom Chi Ling Dai Cheng), né le 15 juillet 1970 à Long Beach en Californie et mort le 13 avril 2013 , est un bassiste américain. Il fut bassiste du groupe Deftones.

## Biographie
Chi est diplômé en littérature de l'université de Californie à Davis.
En 2000, il sort un recueil de poésies nommé The Bamboo Parachute. Ce recueil est en fait un spoken word où les poésies sont contées.
Il faisait partie d'une association qui aide les sans-abris à développer leur talents musicaux.
À la suite d'un accident de voiture à Santa Clara le 4 novembre 2008, il était dans un coma duquel il est sorti en mai 2010. Depuis sa sortie des soins intensifs, son état s'améliorait, mais il meurt finalement dans la nuit du 12 au 13 avril 2013 à 3h à l'hôpital.

### Autres hommages
Korn a dédié une chanson au bassiste nommée Chi sur l'album Life Is Peachy publié en 1996.